# Suzuki Warsaw Masters
Suzuki Warsaw Masters  - выставочный теннисный турнир в Варшаве, Польша. Проведен единожды в 2008 году как замена отменённому теннисному турниру WTA. Турнир также проводился на открытой грунтовой площадке.

## Финалисты разных лет

### Одиночный турнир
| Год  | Чемпион            | Финалист        | Счёт     |
| ---- | ------------------ | --------------- | -------- |
| 2008 | Светлана Кузнецова | Мария Кириленко | 6-2, 6-3 |